# UB-23号潜艇
陛下之UB-23号艇是德意志帝国海军于第一次世界大战期间建造的其中一艘UB-II型近岸潜艇或称U艇。它由汉堡的布洛姆与福斯船厂承建，于1915年10月9日下水，至1916年3月2日交付使用。其艇载武器包括两具500毫米的艇艏鱼雷发射管以及一门50毫米口径甲板炮。
UB-23号的整个服役生涯都是在佛兰德区舰队度过的，并参与了大西洋潜艇战。在总共21次巡逻期间，该艇累计击沉了51艘协约国或中立国商船，容积总吨为33880吨。1917年7月26日，UB-23号在利泽德附近遭英国海军巡逻舰PC-60号投掷的深水炸弹而严重受损；至拉科鲁尼亚搁岸后被西班牙当局扣留。战后，根据停战协议的要求，该艇于1919年1月被引渡至法国正式投降，最终在瑟堡拆解报废。

## 设计
第一次世界大战爆发后，随着U艇战形势的发展，UB-I型潜艇排水量过小、适航性不佳、推进系统可靠性低等问题愈发凸显。其水面航速甚至追不上商船，以5節（9.3每小時）航速潜航1小时后，蓄电池电能便会耗尽。它们甚至无力应对多佛尔海峡8至10節（15至19每小時）的海流。为此，潜艇监察局于1915年4月研发了UB-I型潜艇的放大版——UB-II型，并由德国国家海军办公室委托两家造船厂建造。其中UB-23号是由汉堡布洛姆与福斯船厂承建的第六艘，于1915年10月9日下水。
UB-23号的水面及水下排水量分别为270吨和292吨，全长36.13米，艇体采用单壳体加鞍形水柜构造。由于突破了铁路限界，舷宽也得以增至4.36米。该艇采用双桨驱动，具有更大的蓄电池容量和更高功率的发动机。其主机为两台科尔庭六缸四冲程280匹公制馬力（210千瓦特）柴油机用于水面运行，以及两台相同功率的西门子-舒克特电动发电机用于水下航行；水面最高航速9.15節（16.95每小時），水下5.81節（10.76每小時）；能够在水面以5节航速续航6,450海里（11,950），或以4節（7.4每小時）连续在水下航行45海里（83）而无需充电。蓄电池被放置在中央潜柜的前方，以配平更重的发动机安装。其最大潜水深度为50米，潜没需时为30－45秒。
UB-23号的主武器为两具500毫米艇艏鱼雷发射管，采用层叠式布局，以实现可以创造最佳表面效率的舷弧设计；鱼雷携带量增至4枚，鱼雷威力亦显著提高。辅助武器是一门50毫米甲板炮。司令塔增加了一具潜望镜，并配备了1根两段式可伸缩通信桅杆，前水平舵外形也做了调整。其标准船员编制为2名军官加21名水兵。

## 服役历史
1916年3月13日，UB-23号在前UB-6号艇长、海军中尉恩斯特·福格特的指挥下正式入役，随即展开海试。完成海试后，该艇独力驶往泽布吕赫，于1916年5月19日正式加入佛兰德区舰队。在佛兰德服役期间，UB-23号参与了大西洋潜艇战，曾先后执行21次巡逻，累计击沉了51艘协约国或中立国商船，容积总吨为33880吨。
1917年7月26日，UB-23号在利泽德附近遭英国海军巡逻舰PC-60号投掷的深水炸弹而严重受损；7月29日至拉科鲁尼亚搁岸后，连同全艇23名官兵被西班牙当局扣留直至战争结束。战后，根据停战协议的要求，该艇于1919年1月22日被引渡至法国正式投降，最终于1921年7月在瑟堡拆解报废。

## 袭击历史摘要
| 日期           | 船名              | 船籍       | 吨位 | 结局 |
| -------------- | ----------------- | ---------- | ---- | ---- |
| 1916年7月4日   | 蜂后号            | 英国       | 34   | 击沉 |
| 1916年7月5日   | 安妮·安德森号     | 英国       | 77   | 击沉 |
| 1916年7月5日   | 拂晓号            | 英国       | 52   | 击沉 |
| 1916年7月6日   | 贝茜女孩号        | 英国       | 62   | 击沉 |
| 1916年7月6日   | 南希·汉纳姆号     | 英国       | 58   | 击沉 |
| 1916年7月6日   | 纽瓦克堡号        | 英国       | 85   | 击沉 |
| 1916年7月6日   | 碧冬茄号          | 英国       | 58   | 击沉 |
| 1916年7月6日   | 警惕号            | 英国       | 52   | 击沉 |
| 1916年7月24日  | 玛丽号            | 挪威       | 560  | 击沉 |
| 1916年7月26日  | 肯迪格恩号        | 挪威       | 796  | 击沉 |
| 1916年7月27日  | 议题号            | 挪威       | 226  | 击沉 |
| 1916年7月28日  | 安德鲁·艾娜号     | 英国       | 50   | 击沉 |
| 1916年7月28日  | 优秀设计号        | 英国       | 40   | 击沉 |
| 1916年7月28日  | 简·斯图尔特号     | 英国       | 15   | 击沉 |
| 1916年7月28日  | 珍妮特·奥弗斯通号 | 英国       | 15   | 击沉 |
| 1916年7月28日  | 约翰号            | 英国       | 49   | 击沉 |
| 1916年7月28日  | 声望号            | 英国       | 61   | 击沉 |
| 1916年7月28日  | 婆婆纳号          | 英国       | 11   | 击沉 |
| 1916年7月28日  | 渴望伟大号        | 英国       | 11   | 击沉 |
| 1916年7月28日  | 志愿者号          | 英国       | 15   | 击沉 |
| 1916年9月3日   | 阿希纳尔将军号    | 法國       | 355  | 击沉 |
| 1916年9月6日   | 不列颠尼亚号      | 英国       | 48   | 击沉 |
| 1916年9月7日   | 艾玛号            | 法國       | 19   | 击沉 |
| 1916年9月7日   | 妖精号            | 法國       | 17   | 击沉 |
| 1916年9月7日   | 圣女贞德号        | 法國       | 17   | 击沉 |
| 1916年9月7日   | 莱奥尼号          | 法國       | 20   | 击沉 |
| 1916年9月8日   | 玛丽·路易斯号     | 法國       | 157  | 击沉 |
| 1916年9月8日   | 马约号            | 西班牙     | 1880 | 击沉 |
| 1916年9月9日   | 杰玛号            | 義大利王國 | 3111 | 击沉 |
| 1916年9月9日   | 鮣鱼号            | 法國       | 92   | 击沉 |
| 1916年10月21日 | 朱莉娅号          | 法國       | 166  | 击沉 |
| 1916年10月21日 | 斯内斯泰兹号      | 挪威       | 2350 | 击沉 |
| 1916年10月23日 | 阿尔夫号          | 丹麦       | 196  | 击沉 |
| 1916年10月23日 | 安东尼·阿洛西亚号 | 法國       | 29   | 击沉 |
| 1916年10月23日 | 圣皮埃尔号        | 法國       | 151  | 击沉 |
| 1916年10月23日 | 维纳斯二号        | 挪威       | 784  | 击沉 |
| 1916年10月26日 | 圣伊华号          | 法國       | 165  | 击沉 |
| 1916年11月30日 | 加埃塔号          | 法國       | 170  | 击沉 |
| 1916年12月2日  | 哈帕拉斯号        | 英国       | 1445 | 击沉 |
| 1916年12月4日  | 内维翁号          | 挪威       | 1921 | 击沉 |
| 1916年12月8日  | 海螺号            | 英国       | 5620 | 击沉 |
| 1917年1月7日   | 布兰达号          | 英国       | 249  | 击沉 |
| 1917年2月2日   | 加布里埃尔号      | 法國       | 1410 | 击沉 |
| 1917年3月31日  | 赫斯提亚号        | 荷蘭       | 959  | 击沉 |
| 1917年3月31日  | 莉丝贝特号        | 挪威       | 1621 | 击沉 |
| 1917年4月4日   | 特雷韦耶号        | 比利时     | 3006 | 击沉 |
| 1917年4月18日  | 马塞尔号          | 比利时     | 24   | 击沉 |
| 1917年5月31日  | 我领导号          | 美国       | 3004 | 击沉 |
| 1917年6月2日   | 普鲁登斯号        | 英国       | 25   | 击沉 |
| 1917年6月5日   | 劳拉·安号         | 英国       | 116  | 击沉 |
| 1917年6月30日  | 伊尔斯顿号        | 英国       | 2426 | 击沉 |
| 1917年7月4日   | 荣归主颂号        | 法國       | 419  | 击伤 |

## 脚注
1. 1 2 3 4 5  Rössler，第64頁.
2. 1 2 3 4  Helgason, Guðmundur. . German and Austrian U-boats of World War I - Kaiserliche Marine - Uboat.net.   [2022-03-22].
3. 1 2 3  Gröner 1991，第23-25頁.
4. 1 2  Helgason, Guðmundur. . German and Austrian U-boats of World War I - Kaiserliche Marine - Uboat.net.   [2015-01-29].
5. ↑  Helgason, Guðmundur. . German and Austrian U-boats of World War I - Kaiserliche Marine - Uboat.net.   [2015-01-29].
6. ↑  Helgason, Guðmundur. . German and Austrian U-boats of World War I - Kaiserliche Marine - Uboat.net.   [2015-01-29].
7. ↑  Helgason, Guðmundur. . German and Austrian U-boats of World War I - Kaiserliche Marine - Uboat.net.   [2015-01-29].
8. ↑  Helgason, Guðmundur. . German and Austrian U-boats of World War I - Kaiserliche Marine - Uboat.net.   [2015-01-29].
9. 1 2 3  陈进，第47頁.
10. ↑  Rössler，第50頁.
11. ↑  Bendert，第67頁.
12. 1 2  Helgason, Guðmundur. . German and Austrian U-boats of World War I - Kaiserliche Marine - Uboat.net.   [2015-01-29].